# Едіт-Люсі Бонго Ондімба
Едіт-Люсі Бонго Ондімба (фр. Édith Lucie Bongo Ondimba; 10 березня 1964, Браззавіль, Республіка Конго — 14 березня 2009, Рабат, Марокко) — перша леді Габону (4 серпня 1989 — 14 березня 2009), третя дружина президента Ель-Хаджа Омара Бонго Ондімбаса, лікар-педіатр, відомий борець зі СНІДом.

## Біографія
Представник народності мбоші. Християнка. Старша дочка конголезького президента Сассу-Нгессо. За повідомленнями Reuters, її шлюб з президентом Бонго з політичної точки зору розглядався як приклад успішної співпраці між двома країнами. Закінчила Університет Маріан Нгуабі в Браззавілі.
Брала участь у створенні форуму перших леді Африки по боротьбі зі СНІДом, заснувала асоціації для дітей та людей з обмеженими можливостями.
Померла у віці 45 років з невстановленої причини. Похована в Еду, Республіка Конго, після короткої релігійної церемонії, на якій були присутні сім лідерів африканських країн.
Президент Ель-Хадж Омар Бонго Ондімбаса помер 8 червня 2009 року, майже через три місяці після смерті Едіт-Люсі, в клініці м. Барселона, Іспанія.
У шлюбі народилося двоє дітей, Омар Дені і Ясін Квіні.